# Felipe Carsi
Felipe Carsi (Valencia, 1843-Madrid, 26 de febrero de 1933) fue un actor español.

## Biografía

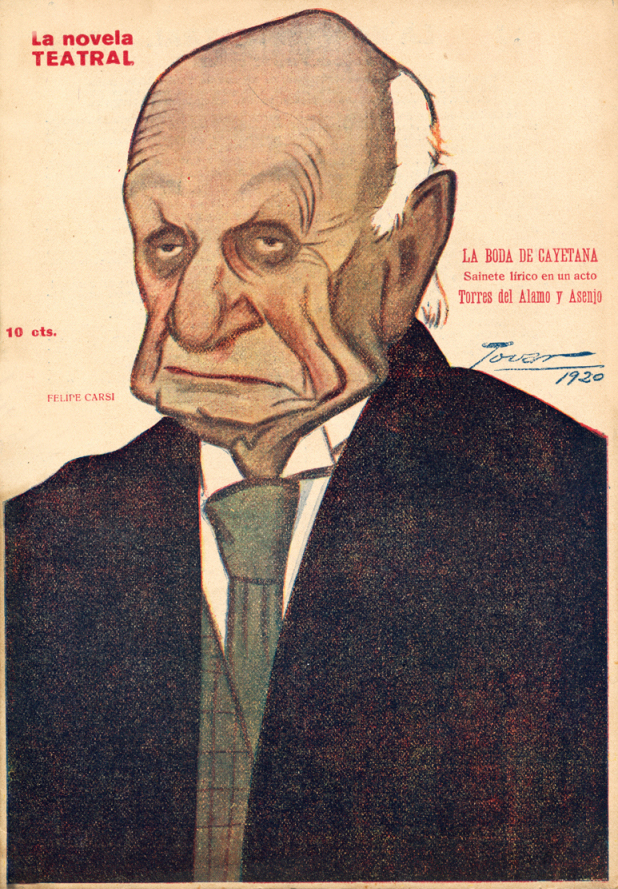
Caricaturizado por Tovar (1920)

Nacido en Valencia en 1843, comenzó a trabajar sobre los escenarios desde muy joven, en la década de 1850. Se especializó en papeles cómicos.
Sus mayores triunfos profesionales le llegaron ya en la madurez, cuando se incorpora a la compañía teatral de María Guerrero y Fernando Díaz de Mendoza. Con ellos, obtuvo grandes éxitos, participando en el estreno de obras como Voluntad (1895), de Benito Pérez Galdós, La noche del sábado (1903), de Jacinto Benavente, El abuelo (1904), de Galdós, El genio alegre (1906), de los Hermanos Álvarez Quintero, La princesa Bebé (1906), de Benavente, Las hijas del Cid (1908), Doña María la Brava (1909) y En Flandes se ha puesto el sol (1910), las tres de Eduardo Marquina, La marquesa Rosalinda (1910), de Valle-Inclán, Las flores (1901) y Malvaloca (1912), ambas de los Álvarez Quintero, El alcázar de las perlas (1911), de Francisco Villaespesa, Doña Desdenes (1912), de Manuel Linares Rivas, Alceste (1914), de Galdós o El último pecado (1918), de Pedro Muñoz Seca.
Tras retirarse de los escenarios, mantuvo su residencia en Madrid hasta su fallecimiento a los noventa años edad, acaecido en Madrid el 26 de febrero de 1933.